# Dina De Santis
Dina De Santis (eigentlich Carlotta Provin; * 21. Oktober 1932 in Ronciglione; † 4. Dezember 1985 in Rom) war eine italienische Schauspielerin.

## Leben
Die blonde Darstellerin, die als Kind bereits einen Schönheitswettbewerb gewonnen hatte und früh für Theater und die Werbung arbeitete, debütierte 1954 beim Film. Regisseur Pino Mercanti riet ihr zu ihrem Künstlernamen. Ihre zahlreichen Rollen spielte sie meist in der zweiten Reihe und in Werken, die ihre Fähigkeiten abseits ihres Aussehens kaum zu nutzen verstanden. In ihren zahlreichen Abenteuerfilmen, Western, Sandalenfilmen und Agentenstreifen wurde sie auch als Dina De Saint geführt. Nachdem auch ein Engagement für Federico Fellinis Julia und die Geister die Angebotslage für De Santis nicht verbesserte, zog sie sich 1968 von der Schauspielerei zurück. Im Jahr zuvor hatte sie den Schauspieler Lucio De Santis geheiratet und war später noch einige Male als Produktionssekretärin tätig.

## Filmografie (Auswahl)
- 1954: Lacrime d’amore
- 1960: Die Rache des roten Ritters (Il cavaliere dai cento volti)
- 1961: Piratenkapitän Mary (Le avventure di Mary Read)
- 1961: Der Raub der Sabinerinnen (Il ratto delle Sabine)
- 1961: Der schwarze Brigant (Il segreto dello sparviero nero)
- 1964: Für drei Dollar Blei (Tre dollari di piombo)
- 1964: Herkules – Rächer von Rom (Ercole contro Roma)
- 1964: Die verdammten Pistolen von Dallas (Las malditas pistolas de Dallas)
- 1965: Heiße Grüße vom C.I.A. (A 008: Operazione sterminio)
- 1965: Höllenhunde des Secret Service (Superseven chiama Cairo)
- 1965: Julia und die Geister (Giulietta degli spiriti)
- 1966: Das Finale liefert Zorro (Zorro il ribelle)
- 1967: Delitto a Posilippo